# 글렌 영킨
글렌 영킨(Glenn Youngkin, 1966년 12월 9일 ~ )은 미국의 정치인으로 현재 버지니아주 주지사이다.

## 생애
글렌 영킨의 아버지 캐럴 웨인 영킨은 회계사이며 듀크 대학교 농구선수 출신이다. 어머니는 간호사로 나중에 플로리다에서 간호학 교수까지 지냈다. 글렌 영킨은 사립학교를 나와 텍사스 주의 명문 사립 라이스 대학교에 농구선수 장학금으로 진학해서 경영학과 기계공학을 전공하고 대학 졸업 후 투자은행은 퍼스트 보스턴에 들어갔다. 영킨은 기업 인수합병 부서에서 두각을 나타냈으며 하버드 대학교에서 MBA를 취득한 직후 맥킨지&컴퍼니에 스카우트되어 컨설턴트로 1년간 일했다. 1995년 사모펀드 회사인 칼라일 그룹에 입사했고 1999년 전무이사로 승진, 영국회사 인수합병과 글로벌 투자를 관리했다. 이후에도 승승장구하여 운영위원회 의장 , CFO 권한대행 , COO , 회장 등을 맡았다. 버지니아주 공화당에서는 기존의 경선 방식이 아닌 주 전당대회를 거쳐 당의 주지사, 부지사 후보를 선출하기로 했다. 이때문에 열렬한 트럼프 신도를 자처하던 아만다 체이스 주상원의원 등의 반발을 받았지만 리치먼드에 있는 연방 순회법원에서 아만다 의원의 소송을 기각했고 결국 코로나19를 이유로 채택된 원격 선호투표 방식으로 치러지게 됐다. 이덕에 당시까지만 해도 지역 정계에서 아웃사이더에 불과했던 영킨이 6라운드까지 진행된 개표 결과, 54.7%의 지지를 확보하고 자신과 마찬가지로 기업가 출신인 피트 스나이더 후보를 누르고 승리해 당의 공식 지명을 받았다. 실제로 현장 유세 등의 영향이 강한 경선 방식으로 치러졌다면 전통적인 공화당 성향을 지닌 영킨 대신 강성 트럼프 지지자들의 지원을 받는 아만다 체이스 등이 우세를 점할 가능성도 적지 않았기 때문이다. 문제는 본선이었는데 2008년부터 시작된 버지니아에서의 민주당의 우위가 영킨이 후보 지목을 받던 2021년 5월까지만 해도 압도적이었던 상황이었던지라 선거를 치르기 쉬운 상황은 아니었다. 거기다 강성 공화당 지지층의 도움을 받기 위해선 도널드 트럼프 전 대통령의 지지 선언이 반드시 필요했지만, 버지니아의 중도 성향 백인 유권자들을 공약하기 위해서는 트럼프와 거리를 둬야하는 모순된 상황 역시 큰 부담 중 하나였다. 하지만 8월에 있었던 아프간 철수 과정에서 보여준 바이든 행정부의 혼란상이 영킨에게 기회를 열어주었다. 50%대 중반에서 60%대 초반을 무리없이 유지하던 바이든 대통령의 지지율이 40%대로 폭락하면서 버지니아의 민주당 지지율 역시 덩달아 하락한 것. 거기에 더해 바이든 대통령의 두 가지 야심작인 인프라 예산안과 사회복지 예산안을 두고 민주당 내 진보파와 중도파의 갈등이 과열되고 두 예산안이 모두 의회에서 계류되면서 이전 두번의 선거에서 민주당에게 표를 주었던 교외 거주 중도 성향 유권자들에게 큰 실망을 주었다. 거기에 민주당의 후보 지명을 받은 테리 매콜리프 전 주지사도 자신의 경쟁력이나 민주당의 실적을 홍보하기보다는 마치 자신들이 야당 시절이었던 지난 4년처럼 영킨 후보를 그저 트럼프 전 대통령과 묶어서 극단적인 우파로 프레이밍하는데 집중하면서 몰락을 자초했다. 민주당의 이 두 가지 실책에 힘입어 지지율을 오차범위 내 열위까지 끌어올린 영킨 후보는 이후 버지니아의 교육 문제, 경제 문제 등 지역 현안에 집중하면서 중도층의 표심을 철저히 파고들었다. 특히 문제가 되었던 것이 비판적 인종이론(Critical Race Theory) 영킨과 공화당은 이 이론이 모든 백인을 잠재적 인종주의자로 몰아붙인다고 주장하면서 학교에서 이 교육을 금지시켜야한다고 주장했다. 이것이 어린 자녀를 두고 있던 중산층 백인, 그 중에서도 여성 유권자들의 많은 지지를 받았다. 거기에 트럼프와의 적절한 거리두기에도 성공했는데, 트럼프는 공화당의 주전당대회 이후 영킨 후보 지지를 선언했지만 이전과 달리 공개적인 지지 행보를 보이진 않았고 영킨 후보 역시 바이든 대통령의 대선 승리를 인정하고 1월에 있었던 극우파들의 국회 점거 사태도 잘못된 것이라고 선언하는 등 중도층의 의심을 잠재우는 행보를 보였다. 거기다 외려 매콜리프 후보와 민주당이 영킨을 트럼프와 묶는 방식의 선거 운동이 강성 공화당 지지층이 영킨에 대해서 의심을 가지면서도 트럼프를 위해 영킨을 찍으러 투표장으로 나갈 수 있게 만드는 원인을 제공했다. 결국 11월 2일 개표 결과, 영킨 후보가 50.6%를 득표해 48.6%를 득표한 테리 매콜리프 전 주지사를 누르고 승리했다. 특히 상기 요인들로 인해 앞전 민주당과 바이든의 손을 들어줬던 중도 성향 백인 유권자들이 대거 영킨과 공화당 지지로 돌아선 것이 승리의 원동력이 되었다. 뉴욕 타임스 등 주요 언론에서는 영킨의 승리를 타전하면서 공화당이 트럼프와 적당히 거리를 두면서도 그 지지층과의 유대를 지나치게 해치지 않는 새로운 선거 방식을 발견했다고 평가했다.

## 버지니아 주지사
취임 첫날부터 선거 공약대로 비판적 인종 이론 교육을 금지함과 동시에 교내 마스크 착용 의무화와 주정부 공무원의 코로나19 백신 접종 의무화 조치를 전격 해제했다. 교내 마스크 착용 의무화를 백지화시킨 것에 대하여 주 학부모 그룹 및 교육위원회 7곳에서 즉각 소송을 제기했다. 소송 결과에 따라 주 순회법원에서 행정명령의 효력을 일시정지하였으나 주의회에서 이를 법안으로 통과시키면서 2022년 3월 1일부터는 마스크 의무화 조치가 실제로 해제되게 됐다. 2월 7일에는 자신을 비판한 고등학생을 공식 트위터로 조롱하다 걸려 비판의 도마에 올랐다. 학생은 현지매체 인터뷰에서 "주지사 선거 계정이 미성년자를 공격했다."면서 "12시간 넘게 올라가 있던 게시물을 이제 삭제해놓고 사과도 없다."고 영킨을 비판했다. 글렌 영킨은 대표적인 스윙 스테이트 중 한 곳으로 불리는 버지니아의 정치 지형을 상징하는 인물이기도 한데, 버지니아의 사회 문제, 문화 문제 등 지역 현안에 집중하면서 캐스팅 보트 층의 표심을 중요한 현안으로 삼았다. 특히 전국적으로 이슈가 되었던 것이 비판적 인종이론에 관한 문제였는데 이 현안은 캐스팅 보트를 담당하고 있는 버지니아 백인 중산층들에게 민감한 문제 중 하나였고 전국적으로도 관심을 얻고 있는 핵심 이슈 중 하나였는데 글렌 영킨과 버지니아 공화당은 이 이론이 모든 미국 백인을 잠재적 인종주의자로 몰아붙인다고 주장하면서 학교에서 이 교육을 금지시켜야한다고 주장했다. 이것이 어린 자녀를 두고 있던 중산층 백인, 그 중에서도 여성 유권자들의 많은 지지를 받았다. 이러한 법안들을 주요 현안으로 삼으면서 버지니아 주지사로서 전국적인 정치인 중 한명으로 이름을 알리게 되었다. 9월 16일에는 성소수자 학생 보호 정책을 철회하면서 논란이 되었다. 기존에는 미성년자인 학생이 스스로 자신의 성 정체성을 선택해 문서 등에 기재할 수 있었으나 영킨 주지사가 이를 철회하고 "부모의 권리"(Parental Rights)를 강조하면서 미성년자가 성 정체성 등을 밝히거나 공적으로 기재할때 부모의 허락을 맡아야만 하도록 바꾼것이기 때문에 버지니아주에 있는 90개 넘는 학교가 공동 파업에 나서고 학생들이 수업을 거부하는 등 대규모 파란이 일어났다. 그 와중에 2022년 중간선거에서 본래 져야했을 여당인 민주당이 로 대 웨이드 폐지에 분노한 유권자의 힘으로 상당히 수성하게 되면서 영킨의 미래도 불투명해졌다. 일단 공화당이 참패하는게 가장 큰 공로를 세운 트럼프를 비판한 것까지는 좋은데, 아니나 다를까 트럼프가 열심히 영킨을 물어뜯고 있는중이라[5] 이게 딱히 본인에게 큰 득이 될지는 의문. 왜냐하면 현재 공화당은 트럼프가 대통령으로 당선된 뒤로 사실상 트럼프와 그의 지지자들에 의해서 굴러가고 있어서 공화당 주요인사들도 한표가 아쉬운 상황이다보니 트럼프와 함께 뜻을 하고 있다. 그래도 일정 정도의 거리두기 덕분인지 중간선거 패배와 수사 가속화로 인해 트럼프의 지지율이 급전직하하자 차기 공화당 대권 후보군에 이름이 오르락내리락하고 있다. 근래 행보가 다소 문제적이긴 하지만 가장 최근에 험지에서 승리를 맛본 공화당 정치인이기 때문인 것으로 보인다. 그러나 트럼프의 지지율이 회복되고 대선 도전에는 관심없어 보인다. 러닝메이트 설도 있지만 중요하게 다뤄지지는 않는 것으로 보인다. 2023년 11월 7일 열린 주의회 선거에서 공화당이 상·하원 과반을 모두 민주당에 내주며 패하면서 향후 주정부 운영에 난국이 펼쳐지게 되었다. 영킨으로서 상당히 공력을 들였던 선거로 정치적 내상이 생각 이상으로 있는 편이다. 영킨은 로 대 웨이드 판결 파기로 전국적인 화제가 된 낙태 문제 관련으로 지난 중간선거부터 공화당이 고전하게 되자, 임신 15주 이내에만 매우 제한적으로 낙태를 허용하는 나름의 중재안을 제시하고 선거전을 진행하면서 공화당원들이 이번 주의회 선거를 주목했지만 통하지 않는 사실만을 확인하게 되었고, 영킨과 공화당의 고심은 깊어지게 되었다. 그러나 2024년 미국 대통령 선거에서 트럼프가 압승을 거두고 버지니아주에서는 득표율차를 4년 전의 10.11%에서 5.22%로 줄이는 엄청난 선전을 해내면서 영킨의 입지도 넓어질 것으로 보인다. 이후 친트럼프 성향의 연방 공무원들에게 이사 오라고 홍보하는 영상을 찍고 직접 출연해서 트위터에 올리기까지 했다. 하지만 정작 도널드 트럼프 2기 행정부가 시작되자마자 국제원조처를 비롯한 연방정부 공무원에 대한 무차별적인 해고를 감행하면서 크게 문제가 된 상황이라, 오히려 공무원들이 버지니아로 이사왔다간 안그래도 유리할 것 없는 선거가 더 어려워지는 상황이 되고 말았다.

## 역대 선거 결과
| 선거명      | 직책명          | 대수 | 정당   | 득표율 | 득표수      | 결과 | 당락                 |
| ----------- | --------------- | ---- | ------ | ------ | ----------- | ---- | -------------------- |
| 2021년 선거 | 버지니아 주지사 | 74대 | 공화당 | 50.58% | 1,663,158표 | 1위  | 버지니아 주지사 당선 |